# غاري وقفي مجهور
غاري وقفي مجهور (بالإنجليزية: Voiced palatal plosive)، صامت غاري وقفي مجهور مستخدم في بعض اللغات المحكيّة، يرمز له بالأبجديّة الصوتيّة الدوليّة بالرمز ( ɟ)، وبأبجدية مناهج تقييم الكلام الصوتية الموسعة بالرمز (J\).

## ملامح الصوت
الملامح المميزة للصامت الغاري الوقفي المجهور:
1. مخرج الصوت وقفي، وهذا يعني أنّ الصوت يصدر عن طريق إيقاف تدفق الهواء في الحبال الصوتيّة.
2. صفة الصوت غاريَّة ، وهذا يعني أنّ الصوت ينطق بواسطة اقتراب وسط اللسان من الغار.
3. الصفة اللفظية مجهور، وهذا يعني أنّ الحبال الصوتيّة تهتز أثناء نطق الصوت.
4. صامت شفتاني، وهذا يعني أن الهواء يخرج من خلال الفم فقط.
5. صامت مركزي، وهذا يعني أن الصوت ينتج عن طريق تمرير الهواء على طول اللسان ووسطه، وليس من الجوانب.
6. تقنية تدفق الهواء رئويّة، وهذا يعني أنّ الصوت ينطق الحرف عن طريق دفع الهواء بواسطة الرئتين والحجاب الحاجز فقط، كمعظم الأصوات تقريباً.

## ظهور الصوت
| اللغة    | اللغة        | الكلمة                | أصد          | المعنى     | ملاحظات                                                                  |
| -------- | ------------ | --------------------- | ------------ | ---------- | ------------------------------------------------------------------------ |
| ألبانية  | ألبانية      | gjuha                 | [ˈɟuha]      | 'لسان'     |                                                                          |
| عربية    | لهجة سودانية | جمل                   | [ɟæˈmæl]     | 'جمل'      | يستخدم كبديل لأصوات /d͡ʒ/ أو /ʒ/ أو /ɡ/ في بعض اللهجات، انظر صواتة عربية. |
| عربية    | لهجة يمنية   | جمل                   | [ɟæˈmæl]     | 'جمل'      | يستخدم كبديل لأصوات /d͡ʒ/ أو /ʒ/ أو /ɡ/ في بعض اللهجات، انظر صواتة عربية. |
| باسكية   | باسكية       | anddere               | [aɲɟeɾe]     | 'لعبة'     |                                                                          |
| كتلانية  | لهجة بيلاريّة | guix                  | [ˈɟiʃ]       | 'طبشورة'   | يستخدم كبديل للصوت /ɡ/ في بعض اللهجات.                                   |
| يونانية  | يونانية      | μετάγγιση / metággisi | [me̞ˈtaɲɟisi] | 'نقل الدم' |                                                                          |
| هنغارية  | هنغارية      | gyám                  | [ɟa:m]       | 'حارس'     |                                                                          |
| أيرلندية | أيرلندية     | Gaeilge               | [ˈɡe:lʲɟə]   | 'غيلي'     |                                                                          |
| لاتفية   | لاتفية       | ģimene                | [ˈɟimene]    | 'عائلة'    |                                                                          |
| مقدونية  | مقدونية      | раѓање                | [ˈraɟaɲɛ]    | 'ميلاد'    |                                                                          |
| نروجية   | بعض اللهجات  | fadder                | [fɑɟ:eɾ]     | 'عراب'     |                                                                          |
| سلوفاكية | سلوفاكية     | ďaleký                | [ˈɟaʎɛki:]   | 'بعيد'     |                                                                          |
| تركية    | تركية        | güneş                 | [ɟyˈne̞ʃ]     | 'شمس'      |                                                                          |